# Laphria meridionalis
Laphria meridionalis är en tvåvingeart som beskrevs av Étienne Mulsant 1860. Laphria meridionalis ingår i släktet Laphria och familjen rovflugor. Inga underarter finns listade i Catalogue of Life.